# Euphorbia haeleeleana
Euphorbia haeleeleana är en törelväxtart som beskrevs av Herbst. Euphorbia haeleeleana ingår i släktet törlar, och familjen törelväxter. IUCN kategoriserar arten globalt som starkt hotad.
Artens utbredningsområde är Hawaii. Inga underarter finns listade i Catalogue of Life.